# 赤の王効果
赤の王効果 (あかのおうこうか、英: the Red King effect)、もしくは赤の王仮説 (あかのおうかせつ、英: the Red King hypothesis) とは、共進化において進化速度が遅い種の方が、速い種よりも有利であるとする仮説を指す。ルイス・キャロルの『鏡の国のアリス』に由来する赤の女王仮説の逆説的状況に対する概念。
相利共生は関わる種に利益をもたらすが、この共生関係が進化するにつれて、利益が個体間でどのように配分されるかが問題となる。進化ゲーム理論を用いた研究によると、赤の女王仮説が「速い進化速度が有利」とするのに対して、共生進化においては進化速度が遅い種ほど利益の不均衡な大部分を得る (つまり、有利である) 傾向が示されている。